# سیدنی رامزدن
سیدنی رامزدن (انگلیسی: Sidney Ramsden; ۲۸ مارس ۱۹۰۱ – ۲۴ مارس ۱۹۷۵) دوچرخه‌سوار اهل استرالیا بود. وی در بازی‌های المپیک تابستانی ۱۹۲۴ شرکت کرده است.